# ジェームズ・プライド
ジェームズ・プライド（James Ferrier Pryde、1866年3月30日 - 1941年2月24日）は、イギリスの画家である。妹のメーベル・プライドと結婚した画家のウィリアム・ニコルソンと「Beggarstaffs」というペンネームでポスターや商業美術の分野で、共作をしたことで知られている。

## 略歴
エディンバラで生まれた。父親のデーヴィッド・プライド (David Pryde: 1834–1907) は、1870年から1891年の間、エディンバラ女性学校 (Edinburgh Ladies College) の校長を務めた人物で、母親のバーバラ・ローダー (Barbara Lauder) は画家のロバート・スコット・ローダーやジェームズ・エクフォード・ローダーの姪であった。妹に画家になったメーベル・プライド (1871–1918) がいる。
マンチェスターの男子校 (George Watson's College) で学んだ後、1885年から1888年の間、王立スコットランド・アカデミー (Royal Scottish Academy) の美術学校で学んだ。グラスゴー派の画家のジェイムズ・ガスリーやエドワード・アーサー・ウォルトンらに才能を認められた。1889年ころ、パリに留学しアカデミー・ジュリアンでウィリアム・アドルフ・ブグローに学び始めるが、ごみごみしたスタジオの雰囲気や、煙草やストーブ、人の汗の匂いなどになじめず3ヶ月後にスコットランドに帰国した。
妹のメーベル・プライド (1871–1918) はハートフォードシャーのフーベルト・フォン・ヘルコマーの美術学校学んでいたが、そこでウィリアム・ニコルソン (1872-1949) と知り合い2年後の1893年に2人は結婚した。
1893年にジェームズ・プライドはウィリアム・ニコルソンと商業美術の工房を開き「J. W. Beggarstaffs」というペンネームでニコルソンと共作を始め、7年間にわたって共作を続けた。木版画のスタイルでシンプルな構成の「J. W. Beggarstaffs」名義のポスターは人気になり、ジュール・シェレ (1836-1932) のようなイラストレーターに賞賛され、ルツィアン・ベルンハルト (Lucian Bernhard: 1883–1972) のような後のポスター画家に影響を与えたとされる。
ニコルソンと共作を止めた後はロンドンに出て、ジェームズ・マクニール・ホイッスラーに影響を受けたスタイルでパステルなどで人物画を描くようになった。ホイッスラーが初代会長を務めた「国際彫刻家、画家、版画家協会」(International Society of Sculptors, Painters and Gravers) の会員になり、1921年には副会長を務めた。1908年にはモダニズムの作品を展示するアライド・アーティスト・アソシエーション (Allied Artists Association) の展覧会にも出展した
。
1939年に病気になり、1941年にロンドンのケンジントンで亡くなった。

## 作品

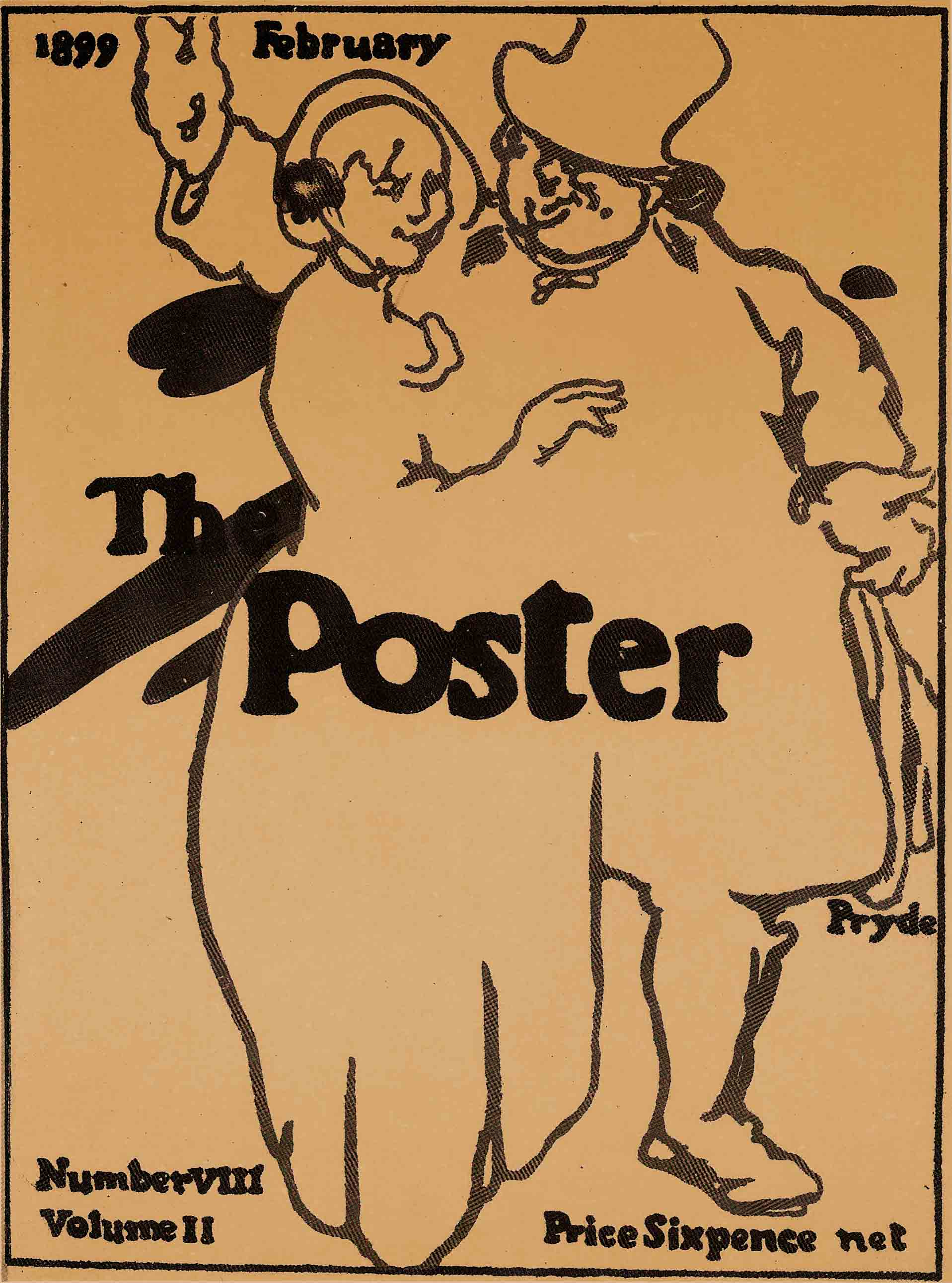
雑誌「The Poster」表紙 (1899)
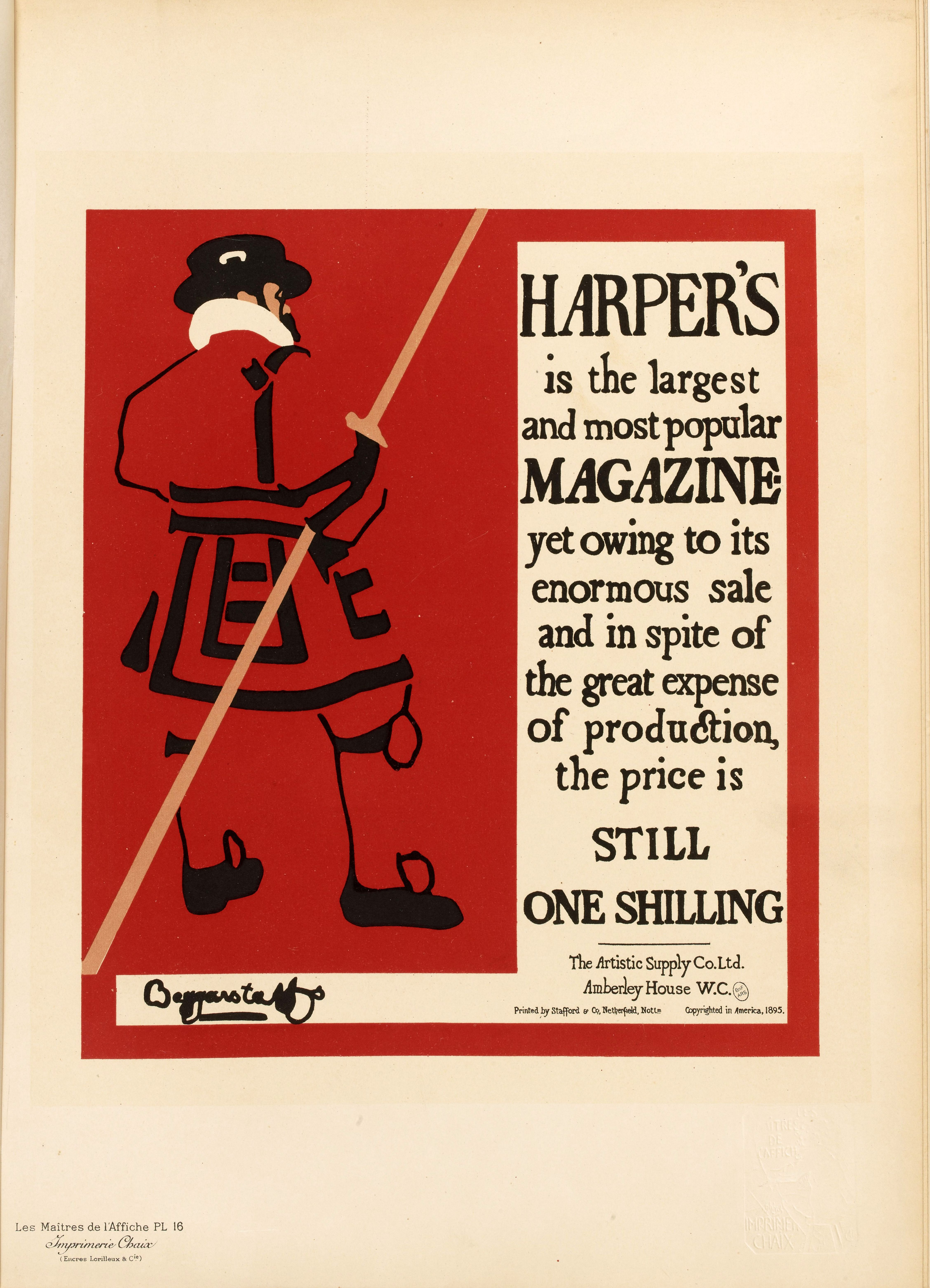
Beggarstaffs名義の宣伝ポスター (1895)
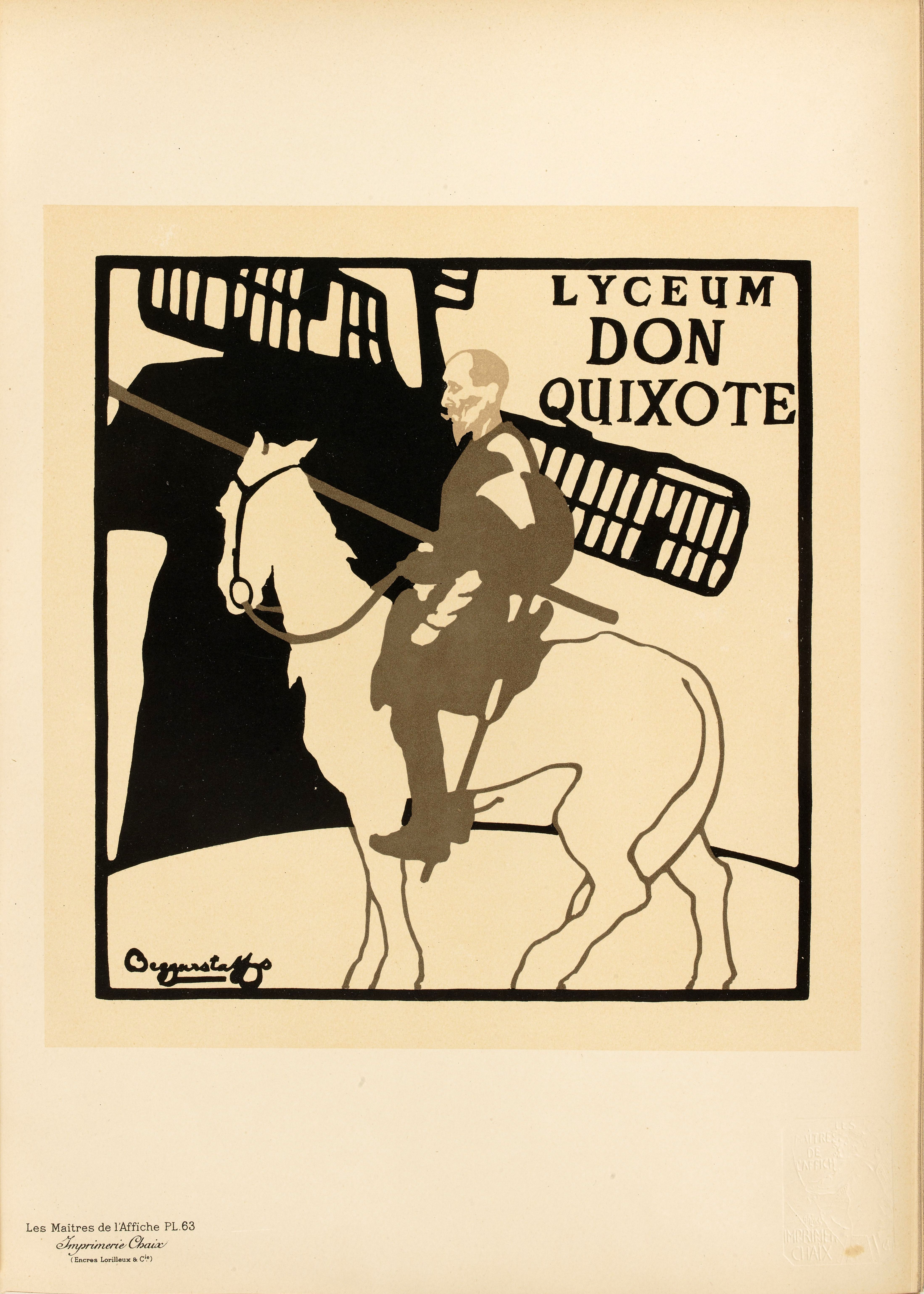
Beggarstaffs名義のポスター (1895)
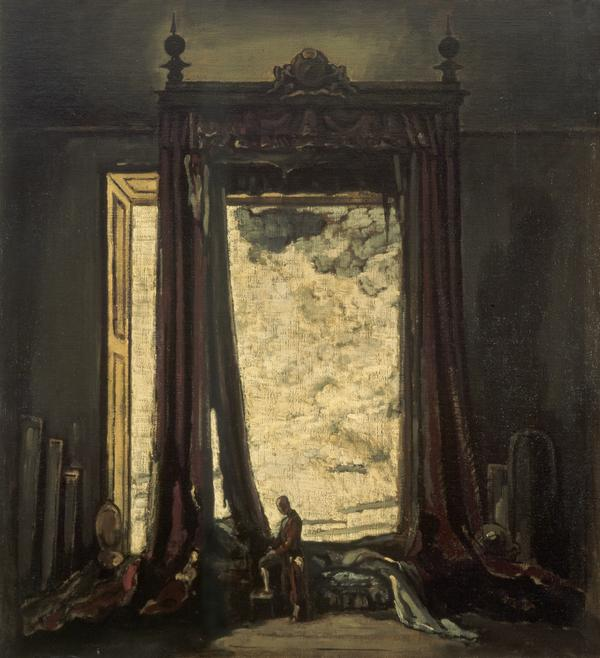
"Lumber: A Silhouette" (1921) National Galleries of Scotland